# Груз 200 (фильм)
«Груз 200» — российский триллер 2007 года режиссёра и сценариста Алексея Балабанова о жестоких нравах провинциального города на закате советской эпохи и персонажах той поры.
Картина участвовала во внеконкурсной программе Венецианского кинофестиваля. Фильм получил приз Гильдии российских кинокритиков на кинофестивале «Кинотавр». Фильм вышел в российский прокат 14 июня 2007 года.

## Сюжет
Действие фильма происходит в 1984 году, в вымышленных населённых пунктах СССР — провинциальных городках Нижнем Волоке и Ленинске, посёлке Каляево, а также в Ленинграде. Константин Черненко занимает пост генерального секретаря ЦК КПСС, идёт война в Афганистане.
Ленинградский профессор кафедры научного атеизма Артём Казаков по дороге к матери в Ленинск заезжает к брату, военкому Михаилу, в Нижний Волок. На квартире он жалуется на нигилизм и любовь к «тусовкам» своего сына Славика, а также знакомится с фарцовщиком Валерой Буадзе — молодым человеком своей племянницы Лизы. Пара должна на следующий день ехать на отдых, на дачу, но Валера пытается уговорить Лизу пойти с ним на позднюю дискотеку. Получив отказ, он отправляется туда один. На дискотеке Валера встречает Анжелику Набоеву — подругу Лизы, дочь секретаря райкома КПСС, вместе с которой он проводит вечер.
Тем временем у Артёма, едущего в Ленинск уже в темноте, ломается автомобиль, и он съезжает на обочину у Каляево в поисках помощи. Идя по просёлочной дороге, он встречает странного молчаливого человека в голубой милицейской рубашке —  капитана местной милиции Журова. Он указывает Артёму на дом — хутор Алексея Белова — самогонщика, ранее судимого за убийство. Попросив своего наёмного работника, вьетнамца Суань Ван Хэя по прозвищу «Сунька» помочь с ремонтом машины, хозяин приглашает профессора к столу. Они выпивают, и между ними завязывается спор о Боге, в котором Артём отстаивает атеистическую позицию, а Алексей высказывает идею о постройке на своей земле Города Солнца. Сунька устраняет неисправности автомобиля. Подвыпивший Артём приезжает обратно к брату в Нижний Волок.
На хутор за спиртом приезжают Валера с Анжеликой. Молодой человек уходит в дом и оставляет девушку одну в машине. Её примечает Журов — он пристально разглядывает её сквозь стекло автомобиля и уходит в темноту. Напуганная Набоева заходит в дом за Буадзе и застаёт его сильно выпившим за столом с так же пьяным Беловым. Перепив, молодой человек падает на пол без чувств, а нетрезвый и разгорячённый хозяин желает заполучить девушку. Его супруга Антонина приходит на помощь Анжелике — она прячет её сначала за печкой, потом в хлеву, а в конце запирает в бане. Алексей засыпает за столом. Журов, знакомый с Беловым и наблюдавший за всем происходящим, велит Суньке отпереть баню. Зайдя, они находят вооружённую незаряженным ружьём Набоеву. Капитан без сопротивления отнимает оружие и начинает домогаться до девушки. Суань Ван Хэй требует оставить её в покое. В ответ милиционер заряжает ружье одним патроном, убивает из него вьетнамца и насилует Анжелику горлышком от бутылки водки, лишая её девственности.
Уже ранним утром Журов сажает девушку в милицейский мотоцикл и вместе с ней уезжает. За этим наблюдает проснувшийся Валера, который решает скрыться. По дороге капитан останавливается у телефона-автомата и сообщает милиции, что на хуторе в бане самогонщика труп. Набоева пытается запугать насильника отцом-партийной «шишкой» и женихом-десантником, на что Журов никак не реагирует. Он привозит девушку к себе домой и приковывает наручниками к изголовью кровати, оставляя под надзором своей матери-алкоголички — выжившей из ума старухи. Всё время она проводит перед телевизором, где смотрит выступления эстрадных певцов и заседания ЦК КПСС. Анжелику она принимает за невесту сына и заботливо предлагает ей пирожки и выпивку. Капитан объясняет ей, что она его возлюбленная, но не отвечает ему взаимностью, так как до сих пор влюблена в другого — жениха-десантника.
По делу об убийстве Суань Ван Хэя задерживают Белова. Милиционер припоминает ему, что он у него в некоем долгу, и самогонщик берёт вину на себя.
Артём, наблюдавший за арестом Алексея по пути в Ленинск, решает разузнать о деле у Антонины и встречает её у дверей прокуратуры. Узнав правду, он отказывается быть свидетелем по делу, оправдываясь тем, что его участие в произошедшем испортит его репутацию у себя в учреждении в Ленинграде.
Тем временем в Нижний Волок приходит известие о прибытии из Афганистана «груза 200» — семи цинковых гробов с телами военнослужащих, среди которых оказывается старший сержант Николай Горбунов, жених Анжелики. Михаил нервничает из-за происходящих событий — пропажи молодого человека своей дочери и её подруги, а также прибытии гроба с погибшим десантником, которого он знал ещё ребёнком. Приходит звонок из Ленинского военкомата — помочь с похоронами в связи с нехваткой людей из-за летних отпусков. Разъярённый, он предлагает задействовать местную милицию. Для захоронения Николая связываются с капитаном, который соглашается помочь. Милиционеры приезжают на аэродром, за погибшим Горбуновым, где из Ил-76 Аэрофлота выгружают «груз 200». Они забирают гроб с десантником и отвозят на квартиру Журова. Там, вместе с коллегой, капитан вскрывает его, достаёт тело Николая (одетого в «дембельский» мундир и кроссовки), и кладёт его на кровать, рядом со спящей Анжеликой, сообщая девушке о «прибытии жениха». Проснувшись и увидев мёртвого кавалера, она в ужасе падает на пол и впадает в истерику.
В милицию поступает вызов по поводу пьяного дебоша. Журов во главе милицейского наряда, приезжает по адресу. Хозяин-алкоголик ведëт себя агрессивно, и Журов ранит его из табельного оружия. Милиционеры забирают его в отделение, поместив в КПЗ, и там избивают, после чего по просьбе Журова привозят к нему домой, оформляя побег. Там алкоголик насилует Набоеву, капитан молча наблюдает за процессом. Милиционер убивает алкоголика, оставляя труп на кровати, и с грустью сообщает матери, что девушка по-прежнему не любит его.
Белова приговаривают к высшей мере наказания. Журов приезжает к родителям Анжелики и забирает, как улики в деле об её исчезновении, письма Николая из Афганистана. Антонина, решая отомстить капитану за мужа, достаёт закопанное в земле ружьё и отправляется к нему домой, в Ленинск. В это время, под предлогом свидания, Алексея выводят в коридор и убивают выстрелом в затылок. Антонина приезжает к Журову, в квартиру её впускает его мать. Там она находит капитана, сидящего перед кроватью, неспешно зачитывающего Набоевой послания кавалера. Антонина стреляет из ружья в ошеломлённого Журова, убивая его. Прикованная к кровати, голая девушка умоляет Антонину помочь ей, но женщина непреклонно выходит из комнаты, закрывая за собой дверь. Анжелика, в окружении трёх трупов, рыдая, сползает на пол. Мать Журова продолжает беззаботно смотреть телевизор, где на заседании ЦК КПСС выступает Черненко. Вернувшись в Ленинград, потрясённый произошедшим в поездке Артём, не может смириться с собой из-за дела Белова. Он пропускает занятия и приходит в местный храм, где изъявляет желание креститься. Скрывшийся Буадзе, тоже в Ленинграде, на концерте группы «Кино» знакомится со Славиком, которому предлагает стать напарником в деле фарцовки. Фильм заканчивается текстом: «шла вторая половина 1984 года».

## В ролях
| Актёр                        | Роль                                                                                 |
| ---------------------------- | ------------------------------------------------------------------------------------ |
| Агния Кузнецова              | Анжелика Набоева жертва Журова (озвучивание: Оксана Сурнина)                         |
| Алексей Полуян               | Журов капитан милиции                                                                |
| Леонид Громов                | Артём Николаевич Казаков профессор научного атеизма (озвучивание: Сергей Маковецкий) |
| Алексей Серебряков           | Алексей Николаевич Белов самогонщик, хозяин хутора                                   |
| Леонид Бичевин               | Валерий Буадзе парень Лизы, фарцовщик                                                |
| Наталья Акимова              | Антонина Белова жена Алексея (озвучивание: Анжелика Неволина)                        |
| Юрий Степанов                | Михаил Николаевич Казаков брат Артёма, военком, полковник                            |
| Михаил Скрябин               | Суань Ван Хэй (Сунька) наёмный рабочий-вьетнамец                                     |
| Валентина Андрюкова          | мать Журова                                                                          |
| Андрей Мокеев                | Набоев отец Анжелики, секретарь райкома КПСС (озвучивание: Алексей Балабанов)        |
| Марина Королькова            | Анна Набоева мать Анжелики, жена Набоева                                             |
| Александр Баширов            | алкоголик, хозяин квартиры-притона                                                   |
| Дмитрий Карпов               | алкоголик в квартире-притоне                                                         |
| Олег Корытин                 | алкоголик в квартире-притоне                                                         |
| Александр Устинов            | алкоголик в квартире-притоне                                                         |
| Ирина Ракшина                | жена хозяина квартиры-притона                                                        |
| Александр Мосин              | Иванов старший сержант милиции                                                       |
| Анжелика Неволина            | Елена Казакова жена Артёма (озвучивание: Светлана Щедрина)                           |
| Алёна Фалалеева              | Елизавета Казакова дочь Михаила                                                      |
| Константин Балакирев         | Николай Горбунов жених Анжелики, десантник, погибший в Афганистане                   |
| Ольга Кирсанова-Миропольская | Екатерина Казакова мать Лизы, жена Михаила                                           |
| Людмила Егорова              | мать Казаковых                                                                       |
| Нияз Садыков                 | Виктор Цой лидер и вокалист рок-группы «Кино», выступающей в Ленинградском клубе     |

## Идея создания сюжета
Идея создания фильма, в центре сюжета которого кумулятивный эффект одновременного распада общества и личности, зрела у Балабанова с конца 1990-х годов, однако только в 2006 году пришло «самое время с людьми поговорить про ту эпоху». По оценке продюсера Сергея Сельянова, это был один из главных замыслов режиссёра.
В начальных титрах фильма указано, что «фильм основан на реальных событиях». По словам режиссёра, все показанные в фильме истории так или иначе происходили в действительности. Часть эпизодов, по словам Балабанова, он знал из своего личного опыта и пережил сам. Что-то Алексею Октябриновичу рассказывали люди, когда тот путешествовал в 1983—1984 годах по Сибири и Дальнему Востоку, будучи ассистентом режиссёра на Свердловской киностудии. В те годы съёмочная группа киностудии работала над фильмом «Путь к восходу. Об истории освоения Сибири и Дальнего Востока», повествующей о землепроходцах XVII века, направившихся на Восток. Так Балабанов объехал Дальний Восток, Сахалин, Курильские острова, Якутию и Норильск. Люди рассказывали ему про случаи из своей жизни и жизни соседей, которые режиссёр и соединил в единый сюжет. По признанию Балабанова, он брал радикальные истории, чтобы показать, «насколько беспредельным было время». Год же 1984 был выбран потому, что тогда, по словам режиссёра, произошло фактическое завершение советской эпохи — после смерти Андропова и «страна заметно изменилась, в обществе зрели новые, непонятные настроения».
Эпизод с «грузом 200», показанном в фильме, Балабанов объяснил так: когда уже шла Афганская война, он c 1981 по 1983 год служил в управлении дивизии транспортной авиации «Ил-76». Его сосед, лётчик, который и возил все эти «грузы 200», рассказывал, что иногда эти ящики пропадают. Что потом с ними происходило, оставалось неизвестным, поэтому Балабанов придумал такую историю.
Также Алексей Балабанов рассказывал, что лично знал человека, который торговал шкурами и носил майку с надписью «СССР», что его бывшую девушку изнасиловали бутылкой. Относительно показанного в фильме милицейского произвола режиссёр пояснил, что его самого, когда он был ещё школьником, били в отделении милиции «и палками, и ногами, и как угодно».
Упаковка DVD первого издания фильма снабжалась надписью «11-й фильм Алексея Балабанова», намекающей на аналогию с творчеством Квентина Тарантино, славящегося нестандартными шокирующими зрителя ситуациями в своих фильмах и также в некоторых фильмах указывающего их нумерацию. Однако некоторые критики отметили, что сравнение фильма «Груз 200» с фильмами Тарантино прошло бы не в пользу Балабанова.

## Съёмки
Съёмки осуществлялись в Череповце (в эпизоде, где Журов увозит девушку к себе домой, видна панорама «Северстали»), Новой Ладоге, Старой Ладоге, Выборге, Гатчине, Санкт-Петербурге и Пскове (сцена на аэродроме).
Фильм вызвал споры ещё на стадии подготовки к съёмкам. Главные роли писались специально под Евгения Миронова и Сергея Маковецкого; Миронов должен был сыграть капитана Журова, а Маковецкий — профессора научного атеизма. Оба актёра отказались от участия в картине после прочтения сценария, а Сергей Маковецкий посоветовал Алексею Балабанову вообще отказаться от съёмок этого фильма, хотя в итоге озвучил написанного под него персонажа. Многие актёры, включая Кирилла Пирогова, прочитав сценарий, отказывались от участия в ленте. Изначально Алексей Полуян, сыгравший капитана Журова, должен был исполнить роль хозяина квартиры алкоголиков, которого милиционер-маньяк заставляет насиловать Анжелику, однако актёр не хотел играть голым, потому как после операции у него остался след на теле. Леонида Бичевина, сыгравшего роль спекулянта, на съёмочную площадку привела уже утверждённая к тому моменту Агния Кузнецова, с которой актёр тогда состоял в отношениях.
Оператор Сергей Астахов, работавший до этого на 7 картинах Балабанова, негативно отнёсся к задумке режиссёра и отказался снимать «Груз 200», после чего творческий дуэт двух кинематографистов распался (есть иная версия). Александр Симонов, заменивший Астахова, вспоминал, как в первые дни производства фильма он пошутил, что картину нужно отдать на дубляж Гоблину, чем обидел некоторых членов съёмочной площадки.
Квартиру капитана Журова построили в павильоне в бывшем кинозале заброшенного ДК «Невский» в Санкт-Петербурге, а вид из окна на индустриальный пейзаж отсняли в Череповце, после чего «вклеили» в кадр при помощи компьютерной графики. Съёмки проходили в ноябре, поэтому мухи в квартире милиционера регулярно засыпали, и Балабанов настаивал, чтобы они постоянно летали в кадре, для чего их приходилось будить и поднимать в воздух вентиляторами. В процессе производства ленты Алексей Балабанов неоднократно злоупотреблял алкоголем. Однажды, во время съёмок эпизода расстрела героя Алексея Серебрякова, актёр позвонил Сергею Сельянову и с недоумением сообщил, что режиссёр руководит процессом лёжа на полу, не смотря на съёмочную площадку. Однако продюсер успокоил его, дав ему понять, что всё в порядке. По словам Сельянова, Балабанов «мог снимать кино, не глядя <…> оно у него всё было в голове».
Музыкант Юрий Лоза в 2010 году сказал, что не дал бы свою песню «Плот» для фильма, если бы знал, что он получится «такой мерзкий». По его словам, в 2006 году ему позвонила ассистентка Балабанова с просьбой использовать композицию в новой картине режиссёра про войну в Афганистане, «чтобы у зрителя осталась вера в завтрашний день после рассказа о том времени и несправедливости войны».

## Реакция
В декабре 2006 года, на кинорынке, лента была продемонстрирована директорам кинотеатров, многие из которых не захотели выпускать её в прокат. До последнего момента выход «Груза 200» на широкие экраны оставался под вопросом, а основную премьеру переносили несколько раз. Прокат в итоге всё же начался 14 июня 2007 года. Отзывы на картину были противоречивыми: если одни называли картину лучшей работой Балабанова, то другие обвиняли его в «чернухе». Бывали случаи, когда зрителям в кинотеатрах отказывались продавать билеты на картину. Вручение ленте приза Гильдии российских кинокритиков на кинофестивале «Кинотавр» обернулось скандалом.
После показа на «Кинотавре» французский кинокритик Жоэль Шапрон, ответственный за продвижение российского кино во Франции, с недоумением сказал: «Что будет следующим, снафф?». В итоге Шапрон забраковал показ ленты на Каннском кинофестивале, чем вызвал недовольство Балабанова, с которым был лично знаком много лет.
Несмотря на то, что фильм позиционировался как основанный на реальных событиях, обозреватели отмечали, что многие его сюжетные ходы повторяют фабулу романа Уильяма Фолкнера «Святилище». Первым на сюжетные параллели фильма и книги обратил внимание литературный критик Виктор Топоров: «Груз 200», по его мнению, это парафраз «Святилища», в котором персонаж по прозвищу Лупоглазый насиловал девушку кукурузным початком. В 2004 году в интервью журналисту Игорю Свинаренко Балабанов сказал, что очень хотел бы перенести на экран роман Фолкнера и даже готов поехать в Голливуд, если будет предложение об экранизации со стороны американцев. Друг юности режиссёра Кирилл Мазур вспоминал, что Алексей Октябринович ещё в институте читал «Святилище» и другие произведения Фолкнера, которого любил как писателя. По его словам, уже во взрослом возрасте Балабанов поделился с ним идеей снять фильм по какому-нибудь произведению американского литератора. Вместе с тем в 2009 году Балабанов отрицал сюжетное родство «Святилища» и «Груза 200», пояснив, что история девушки, которую изнасиловали бутылкой, реальна — подобное произошло с его подругой, на которой он когда-то хотел жениться.
По словам Сергея Сельянова, «любой канал этот фильм бы с руками оторвал» в период президентских выборов в России в 1996 году, а генеральный директор телеканала «Россия-1» Антон Златопольский назвал «Груз 200» «самым антисоветским фильмом, какой только возможен». Алексей Полуян вспоминал, что после премьеры картины его хотели «грохнуть» двое прохожих на Невском проспекте, и чтобы его отпустили, ему пришлось объяснять, что исполнение роли милиционера-маньяка в «Грузе 200» — это его работа как актёра.
По мнению обозревателя «The Guardian» Стива Роуза, «Груз 200» — это «почти комедия, хотя и самого мрачного оттенка. Диалоги иногда бывают весёлыми, неуместная музыка добавляет сардонический тон, а ужас, в конечном итоге, опрокидывается в абсурд». Российский исламский общественный деятель Гейдар Джемаль охарактеризовал картину как «качественную „жесть“, местами весьма эффектную, но не поднимающуюся до метафизического прорыва в отрицание человека». Вадим Ризов из «The Village Voice» отметил, что для американского зрителя лента будет похожа на «Техасскую резню бензопилой», добавив, что «трудно не смотреть на всё это как на чрезвычайно чёрную комедию».
Фильм был показан на «Первом канале» в рамках телепередачи «Закрытый показ» 12 апреля 2008 года.

## Саундтрек
В фильме для создания атмосферы используются песни 1970—1980-х годов:
| Исполнитель          | Песня                   |
| -------------------- | ----------------------- |
| «Ариэль»             | В краю магнолий         |
| «Земляне»            | Трава у дома            |
| «ДК»                 | Новый поворот           |
| Юрий Лоза и «Зодчие» | Плот                    |
| Кола Бельды          | Увезу тебя я в тундру   |
| «Голубые молнии»     | Дембельская             |
| Afric Simone         | Hafanana                |
| ВИА «Песняры»        | Вологда                 |
| «Кино»               | Время есть, а денег нет |

## Награды и номинации
- 2007 — Кинофестиваль «Кинотавр»: приз Гильдии российских кинокритиков, номинация на Главный приз.
- 2008 — Премия «Белый слон» за лучшую картину.
- 2008 — Приз Роттердамского кинофестиваля (KNF Prijs — Приз кинокритиков Нидерландов).
- 2008 — Премия «MTV Россия»: номинация за лучшего злодея (Алексей Полуян), самую зрелищную сцену («Сцена в спальне капитана Журова: на кровати лежат несколько покойников и рыдающая пленница»).
- 2008 — Премия «Ника»: номинация за лучший фильм, лучшую мужскую роль второго плана (Алексей Серебряков), лучшего режиссёра (Алексей Балабанов), лучший звук.
- 2008 — Премия «Жорж»: номинация за лучший отечественный фильм.